# Ceroplesis rubrocincta
Ceroplesis rubrocincta är en skalbaggsart som först beskrevs av Hintz 1911.  Ceroplesis rubrocincta ingår i släktet Ceroplesis och familjen långhorningar.
Artens utbredningsområde är Kenya. Inga underarter finns listade i Catalogue of Life.